# 1877 في كندا
فيما يلي قوائم الأحداث التي وقعت خلال عام 1877 في كندا.

## سياسة

### تعيين في المنصب
- 17 يوليو – جون كاميرون bishop of Antigonish ‏.
- 4 ديسمبر – جون تومسون عضو مجلس نواب نوفا سكوشا ‏.

### انتهاء فترة المنصب
- 1 يناير – تشارلز ويلسون عضو مجلس الشيوخ الكندي ‏.
- 2 يناير – جون فلمنج عضو برلمان مقاطعة أونتاريو.

## مواليد

### يناير
- 1 يناير – جون أ. ويلسون نحات كندي.
- 1 يناير – جون إس. كوري سياسي كندي.
- 1 يناير – فرانسيس غيرترود ماكغيل
- 5 يناير – إدغار نيلسون رودس سياسي كندي.

### فبراير
- 1 فبراير – فرانك إل. شو سياسي أمريكي.
- 8 فبراير – آرثر فاريل لاعب هوكي جليد كندي.
- 17 فبراير – دونالد برايان ممثل كندي.

### مارس
- 11 مارس – بادي موران لاعب هوكي جليد كندي.
- 11 مارس – جوزيف غوثير سياسي كندي.
- 14 مارس – جاك مارشال لاعب هوكي جليد كندي.

### أبريل
- 24 أبريل – بيري بانكس ممثل كندي.
- 25 أبريل – تشارلز بايبر سميث عالم نبات أمريكي.

### مايو
- 11 مايو – ويليام سميث لاعب رماية كندي.
- 23 مايو – فرد ويلينغتون بوين سياسي كندي.
- 25 مايو – ويليام هربرت برايس سياسي كندي.
- 26 مايو – بيتر سميث سياسي كندي.
- 28 مايو – جورج بيتي لاعب رماية كندي.
- 30 مايو – والتر جورج ميتشيل سياسي كندي.

### يونيو
- 5 يونيو – جاك برودريك لاعب لاكروس كندي.
- 8 يونيو – ستيوارت بورتون سياسي كندي.
- 10 يونيو – روبرت إيميت فين سياسي كندي.
- 20 يونيو – إميل مورو سياسي كندي.
- 25 يونيو – ريتشموند شريف مهندس معماري من الولايات المتحدة الأمريكية.

### يوليو
- 1 يوليو – جون ويلسون ماكونيل رجل أعمال كندي.
- 7 يوليو – ثيودور جودريدج روبرتس كاتب كندي.
- 23 يوليو – أيميه باوتشر سياسي كندي.
- 25 يوليو – ويليام بلفور كير

### أغسطس
- 3 أغسطس – ويليام دوفال لاعب هوكي جليد كندي.
- 5 أغسطس – توم تومسون فنان كندي.
- 30 أغسطس – دبليو. إتش تورنر
- 31 أغسطس – مارغريت بيمستر

### سبتمبر
- 10 سبتمبر – إيميت كوين
- 11 سبتمبر – مابل ماي رسامة كندية.
- 16 سبتمبر – أوتو بيرد برايس سياسي كندي.
- 29 سبتمبر – أليكس هاردي لاعب كرة قاعدة من الولايات المتحدة الأمريكية.

### أكتوبر
- 5 أكتوبر – إدموند ووكر عالم حشرات كندي.
- 7 أكتوبر – جيمس ألبرت فولكنير سياسي كندي.
- 8 أكتوبر – مارتن جيمس مالوني سياسي كندي.
- 16 أكتوبر – إدوارد وينتورث بيتي محامي كندي.
- 21 أكتوبر – آزوولد إيفري
- 22 أكتوبر – جوزيف روسو سياسي كندي.

### نوفمبر
- 4 نوفمبر – ألبرت كينت
- 4 نوفمبر – جورج هارولد بيكر سياسي كندي.
- 19 نوفمبر – جون الكسندر ماكدونالد أرمسترونغ سياسي كندي.
- 29 نوفمبر – لوسيان دوبوك سياسي كندي.

### ديسمبر
- 2 ديسمبر – جوزيف إدموند كروفورد سياسي كندي.
- 7 ديسمبر – كونستانس ليندسي سكينر صحفية كندية.
- 17 ديسمبر – ويليام ر. إيتون سياسي أمريكي.

## وفيات

### مايو
- 4 مايو – تشارلز ويلسون (مواليد 1808)

### يوليو
- 24 يوليو – توماس سكينر (مواليد 1804)

### نوفمبر
- 8 نوفمبر – جون كوك (مواليد 1791) سياسي كندي.